# 90度パルス

## 概要
90度パルス（90° パルス、π/2 パルス）は、縦磁化ベクトル（M_z）を横平面（M_xy）へ正確に回転させるRFパルスである。磁化ベクトルをx-y平面に倒し、位相コヒーレンスを持った横磁化を生成するため、MRIやNMRの信号取得に必須の役割を果たす。

### 定義
90度パルスは、ラジアン表現ではπ/2パルスと呼ばれ、RF磁場を適切な強度と時間印加することで、静磁場B₀方向のnet magnetization vectorを横方向に回転させる。

### 歴史的背景
NMR信号を効率的に取得するためのπ/2パルスの概念は、1940年代末から1950年代初頭の核磁気共鳴研究において確立された。

## 原理

### net magnetization vectorと励起の関係
静磁場B₀下で熱平衡状態にある核スピンは、z軸方向にnet magnetization vectorを形成する。90度パルスを印加すると、このベクトルはz軸から横平面（M_xy）へ倒れ、横磁化が最大化される。

### ラーモア周波数と共鳴条件
90度パルスは、対象核種のラーモア周波数に一致するRF磁場を印加することで効果的に励起が行われる。

### θ = γ × B₁ × τ によるパルス設計
回転角度θは、γ（磁気回転比）、B₁（RF磁場強度）、τ（パルス幅）の積によって決まる。90度パルスではθ = π/2となるようB₁とτを調整する。

## パルス設計と特性

### 矩形パルスとShaped Pulse
矩形パルスはシンプルで高SNRだが帯域幅が広く、選択的励起にはShaped Pulse（例：sincパルス、Gaussianパルス）が用いられる。

### 帯域幅とパルス幅の関係
パルスの帯域幅はパルス幅に反比例する。短いパルスほど広帯域となり、長いパルスは狭帯域で周波数選択性が高い。

## MRIにおける応用

### スピンエコー法における初期励起
スピンエコーシーケンスでは、90度パルスが初期励起に用いられ、その後の180度パルスによって再焦点化が行われる。

### グラディエントエコー法における役割
グラディエントエコー法では、90度未満のフリップ角も用いられるが、フル90度励起は高SNR画像取得に有用である。

### 高速シーケンス（EPI、FSE等）での利用
EPIやFSEでは90度パルスが初期の横磁化生成に利用され、その後の高速リードアウトに接続される。

## NMR分光における応用

### 1次元スペクトル取得
1次元NMR測定では、90度パルスで横磁化を生成し、その自由誘導減衰（FID）からスペクトルを得る。

### 多次元NMRにおける初期パルス
多次元NMR実験では、90度パルスが相関スペクトル取得のための最初の励起ステップとして機能する。

## 制限と課題

### B₁不均一性の影響
高磁場MRIではB₁不均一性が大きくなり、90度パルスの反転角度が位置によって変動する可能性がある。

### SAR制限
90度パルスはRF出力に依存し、比吸収率（SAR）が規制値を超えないよう管理する必要がある。

### パルス長短縮によるスペクトル歪み
極端に短いパルスは広帯域化により周波数選択性が低下し、スペクトル歪みを引き起こす可能性がある。